# Clan des Corleonesi

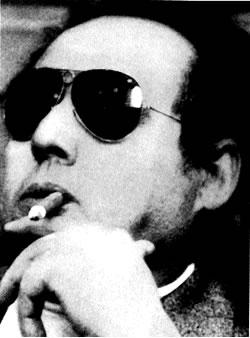
Luciano Leggio, patron de la mafia devant un tribunal en Sicile

Le clan des Corleonesi était une faction de la famille Corleone de la mafia sicilienne, formée dans les années 1960. Les dirigeants notables étaient Luciano Leggio, Salvatore Riina, Leoluca Bagarella et Bernardo Provenzano.
Les affiliés des Corleonesi n'étaient pas limités aux mafieux de Corleone. Au début des années 1980, pendant la seconde guerre de la mafia, le clan Corleonesi s'est opposé à la faction des Palermitains représentée, entre autres, par Gaetano Badalamenti, Stefano Bontate et Salvatore Inzerillo. La victoire des Corleonesi, et en particulier la montée de Totò Riina, ont marqué une nouvelle ère dans l'histoire de la mafia sicilienne. Entre 1992 et 1993, les Corleonesi ont lancé une série d'attaques contre l'État sanctionné par le pacte État-mafia.

## Histoire

### Débuts
En février 1971, le premier patron du clan Corleonesi, Luciano Liggio, ordonne l'enlèvement pour extorsion d'Antonino Caruso, fils de l'industriel Giacomo Caruso, ainsi que celui du fils du constructeur Francesco Vassallo à Palerme. Liggio est lié au meurtre du procureur général de Sicile, Pietro Scaglione, abattu le 5 mai 1971 avec son garde du corps Antonino Lo Russo. Entré en clandestinité, il est finalement capturé à Milan le 16 mai 1974 et condamné à l'emprisonnement à perpétuité en 1975. À la fin des années 1970, son lieutenant Salvatore Riina, également en clandestinité, dirigeait le clan des Corleonesi. 
Les principaux rivaux des Corleonesi étaient Stefano Bontate, Salvatore Inzerillo et Gaetano Badalamenti, patrons de diverses puissantes familles de la mafia de Palerme. Entre 1981 et 1983, Bontade et Inzerillo, ainsi que de nombreux associés et membres leur clan et de leurs familles de sang, ont été tués. Il y a eu jusqu'à mille meurtres au cours de cette période. Riina et les Corleonesi, avec leurs alliés, ont anéanti leurs rivaux. À la fin de la guerre, les Corleonesi dirigeaient effectivement la mafia, et au cours des années suivantes, Riina a accru son influence en éliminant les alliés des Corleonesi, commeque Filippo Marchese, Pino Greco et Rosario Riccobono. En février 1980, Tommaso Buscetta s'enfuit au Brésil pour échapper à la Deuxième guerre de la mafia provoquée par Riina.
Alors que les prédécesseurs de Riina étaient restés en retrait, cela conduisant certains responsables des autorités judiciaires à remettre en question l'existence même de la mafia, Riina a ordonné le meurtre de juges, policiers et procureurs dans le but de terroriser les autorités.Pio La Torre secrétaire du Parti communiste italien en Sicile dépose une loi visant à créer une nouvelle infraction d'« association mafieuse » permettant de confisquer les avoirs de la mafia. Celle-ci reste bloquée au Parlement pendant deux ans. La Torre a été assassinée le 30 avril 1982. En mai 1982, le gouvernement italien envoie en Sicile Carlo Alberto Dalla Chiesa, un général des carabiniers italiens, afin de combattre la mafia. Cependant, peu de temps après son arrivée, le 3 septembre 1982, il est abattu dans le centre-ville avec sa femme, Emanuela Setti Carraro, et son garde du corps, Domenico Russo. En réponse à l'inquiétude du peuple italien concernant l'échec de la lutte contre l'organisation dirigée par Riina, la loi La Torre est adoptée dix jours plus tard. Le 11 septembre 1982, les deux fils de Buscetta, Benedetto et Antonio sont « effacés », motivant la collaboration de celui-ci avec les autorités italiennes. En represaille, son frère Vincenzo, son gendre Giuseppe Genova, son beau-frère Pietro et quatre de ses neveux, Domenico et Benedetto Buscetta, et Orazio et Antonio D'Amico sont tués,. Buscetta est de nouveau arrêté à São Paulo, au Brésil, le 23 octobre 1983, et extradé vers l'Italie le 28 juin 1984,,. Buscetta demande à parler au juge anti-mafia Giovanni Falcone et devient un pentito.
Buscetta est le premier mafieux sicilien de premier plan à devenir « informateur de justice » ; il a révélé que la mafia était une organisation unique, dirigée par une commission, ou coupole (dôme), établissant ainsi la responsabilité de toute la hiérarchie de la mafia dans les crimes de l'organisation. Buscetta a aidé les juges Falcone et Paolo Borsellino dans la lutte contre le crime organisé qui a conduit à l'inculpation de 475 membres de la mafia et 338 inculpations lors du Maxi-Procès de Palerme.
Afin de faire pression sur l'État, Riina ordonne des actes terroristes comme l'attentat du 23 décembre 1984 contre le train 904 Naples-Milan provoquant 17 morts et 267 blessées. Connu sous le nom de Strage di Natale (« Massacre de Noël ») cet attentat est initialement attribué aux extrémistes politiques. Ce n'est que plusieurs années plus tard, lorsque la police est tombée sur des explosifs du même type que ceux utilisés dans le train 904 en fouillant la cachette de Giuseppe Calò, qu'il est devenu évident que la mafia était derrière l'attaque.
Dans le cadre du « Maxi procès », Riina a été condamné à deux peines de prison à perpétuité par contumace. Riina a placé ses espoirs dans le long processus d'appel qui a souvent abouti à la libération des mafiosi condamnés, et a suspendu la campagne de meurtres contre les fonctionnaires d'État pendant que les affaires sont renvoyées en appel devant la Cour de cassation. Lorsque les condamnations sont confirmées par la Cour suprême de cassation en janvier 1992 le conseil des hauts dirigeants dirigé par Riina a réagi en ordonnant l'assassinat de Salvatore Lima au motif « qu'il était un allié de Giulio Andreotti et Giovanni Falcone ».

### Assassinats de 1992-1993
Le 23 mai 1992, Falcone, son épouse Francesca Morvillo et trois policiers sont morts dans l'attentat de Capaci sur l'autoroute A29. Deux mois plus tard, Borsellino est tué avec cinq policiers à l'entrée de l'immeuble de sa mère par une voiture piégée via D'Amelio. Riina a ordonné ces deux attaques. Ignazio Salvo, qui avait déconseillé à Riina de tuer Falcone, a lui-même été assassiné le 17 septembre 1992. En réponse au peuple italien indigné, tant par la mafia que par les politiciens qui n'avaient pas réussi à protéger Falcone et Borsellino, le gouvernement met en place une répression massive contre la mafia. 
Selon des informations parues en mai 2019, un initié de Cosa Nostra a révélé que John Gotti de la famille Gambino avait envoyé l'un de ses experts en explosifs en Sicile pour travailler avec les Corleonesi. Cet individu aurait aidé à planifier l'attentat qui a tué Falcone. Selon John Dickie, professeur d'études italiennes à l'University College de Londres et auteur de Mafia Republic - Italy's Criminal Curse « Il n'y a rien d’étonnant dans le trafic de personnel et d'idées outre-Atlantique... les organisations étant cousines ».

### Déclin
Le 15 janvier 1993, les carabiniers  arrêtent Riina dans sa villa de Palerme. Il était entré en clandestinité depuis 23 ans,,. Après la capture de Riina, une division émerge parmi les Corleonesi, et une série d'attentats à la bombe ont lieu contre les différents sites touristiques du continent italien, l'attentat de la Via dei Georgofili à Florence, le massacre de la Via Palestro à Milan, de la Piazza San Giovanni in Laterano et Via San Teodoro à Rome, qui a fait 10 morts et 93 blessés. 
Au total, Riina a été condamné à 26 condamnations à perpétuité et a purgé sa peine à l'isolement.
Giovanni Brusca, l'un des tueurs à gages de Riina qui a personnellement fait exploser la bombe qui a tué Falcone et est devenu un témoin à charge (pentito) après son arrestation en 1996, a rapporté une version controversée de la capture de Salvatore Riina qui serait le résultat d'un accord secret entre des officiers des carabiniers, des agents secrets et certains patrons de Cosa Nostra fatigués de la dictature de la faction de Riina et des Corleonesi. Selon Brusca, Provenzano a vendu Riina en échange des précieuses archives de matériel compromettant que Riina détenait dans son appartement du 52 Via Bernini à Palerme.
Certains enquêteurs pensent que la plupart des membres qui avaient commis les meurtres pour le compte de Cosa Nostra obéissaient uniquement à Leoluca Bagarella, et qu'en conséquence Bagarella détenait plus de pouvoir que Bernardo Provenzano, successeur officiel de Riina. Provenzano aurait protesté pour les attaques terroristes, mais Bagarella lui aurait répondu sarcastiquement de « brandir une pancarte avec l'inscription « Je n'ai rien à voir avec les massacres ». 
Le 24 juin 1995, Bagarella, en clandestinité depuis quatre ans est arrêté. Bagarella a été condamné à 13 peines de réclusion à perpétuité, plus 106 ans et dix mois, et à l'isolement pendant 6 ans. 
Provenzano a pris le commandement des Corleonesi. Provenzano qui était rentré en clandestinité en 1963 a finalement été capturé le 11 avril 2006 par la police italienne près de sa ville natale, Corleone mettant un terme au pouvoir des Corleonesi.

## Affiliation et pouvoir des Corleonesi
Les patrons de la Mafia de Corleone ont recruté des « hommes d'honneur », pas nécessairement de Corleone, dont le statut a été caché aux autres membres de la cosca de Corleone et aux autres familles de la Mafia. Les membres d'autres clans de la mafia qui se sont rangés du côté de Riina et de Provenzano ont également été appelés Corleonesi, formant une coalition qui a dominé la mafia dans les années 1980 et 1990, qui peut être considérée comme une sorte de Cosa Nostra parallèle (Giovanni Brusca de la famille San Giuseppe Jato était considéré comme faisant partie de la faction Corleonesi par exemple).
Le pentito Antonino Calderone a fourni des témoignages sur les dirigeants Corleonesi : Luciano Liggio, Salvatore Riina et Bernardo Provenzano. À propos de Liggio, Calderone a déclaré : 
« Il aimait tuer. Il avait une façon de regarder les gens qui pouvait effrayer n'importe qui, même nous les mafiosi. La moindre chose le mettait en colère, puis une lumière étrange apparaissait dans ses yeux et provoquait le silence autour de lui. Quand vous étiez en sa compagnie, vous deviez faire attention à la façon dont vous parliez. Un mauvais ton de voix, un mot mal interprété, et tout d'un coup ce silence. Tout était instantanément étouffé, mal à l'aise, et on pouvait sentir la mort dans l'air ».
Les patrons de Corleone n'étaient pas particulièrement éduqués, mais étaient rusés et diaboliques, à la fois intelligents et féroces. Calderone a décrit Totò Riina comme « incroyablement ignorant, mais il avait l'intuition et l'intelligence et était difficile à comprendre et très difficile à prévoir. Riina était doux, très persuasif et souvent très sentimental. Il a suivi les codes simples du monde antique et brutal de la campagne sicilienne, où la force est la seule loi et où il n'y a pas de contradiction entre la bonté personnelle et l'extrême férocité. Sa philosophie était que si quelqu'un se faisait mal au doigt, il valait mieux lui couper tout le bras juste pour s'en assurer ».
Un autre pentito Leonardo Messina a décrit comment les Corleonesi ont organisé leur montée au pouvoir : « Ils ont pris le pouvoir en tuant lentement, lentement tout le monde... Nous nous sommes entichés d'eux parce que nous pensions qu'en nous débarrassant des anciens patrons, nous deviendrions les nouveaux patrons. Certains ont tué leur frère, d'autres leur cousin et ainsi de suite, parce qu'ils pensaient qu'ils allaient prendre leur place. Au lieu de cela, lentement, [les Corleonesi] ont pris le contrôle de tout le système... D'abord, ils se sont servis de nous pour se débarrasser des anciens patrons, puis ils se sont débarrassés de tous ceux qui ont levé la tête, comme Pino Greco (alias Scarpuzzedda, Petite chaussure), Mario Prestifilippo et Vincenzo Puccio... tout ce qui reste, ce sont des hommes sans caractère, qui sont leurs marionnettes ».